# Experimento NA49
O experimento NA49 foi um experimento de física de partículas que ocorreu na Área Norte do Super Sincrotrão a Protões no CERN. Usou um detector de grande aceitação de hadrones (uma câmara de projeção de tempo) para investigar reações induzidas pela colisão de vários íons pesados (como os de chumbo) em alvos feitos de uma variedade de elementos. Ele foi usado para investigar as propriedades do plasma de quarks e glúons.  O experimento NA49 foi o acompanhamento pelo experimento NA35, e foi aprovado em 18 de setembro de 1991. O experimento foi concluído em 19 de outubro de 2002, e foi sucedido pelo experimento NA61(SHINE).